# 什泰尔比克·阿帕德
什泰尔比克·阿帕德（匈牙利語：Sterbik Arpad，1979年11月20日—），塞尔维亚和黑山、西班牙男子手球运动员。他曾代表南联盟、西班牙参加2000年和2012年夏季奥林匹克运动会手球比赛，最好名次是2000年奥运会的第四名。